# Sepideh Farsi

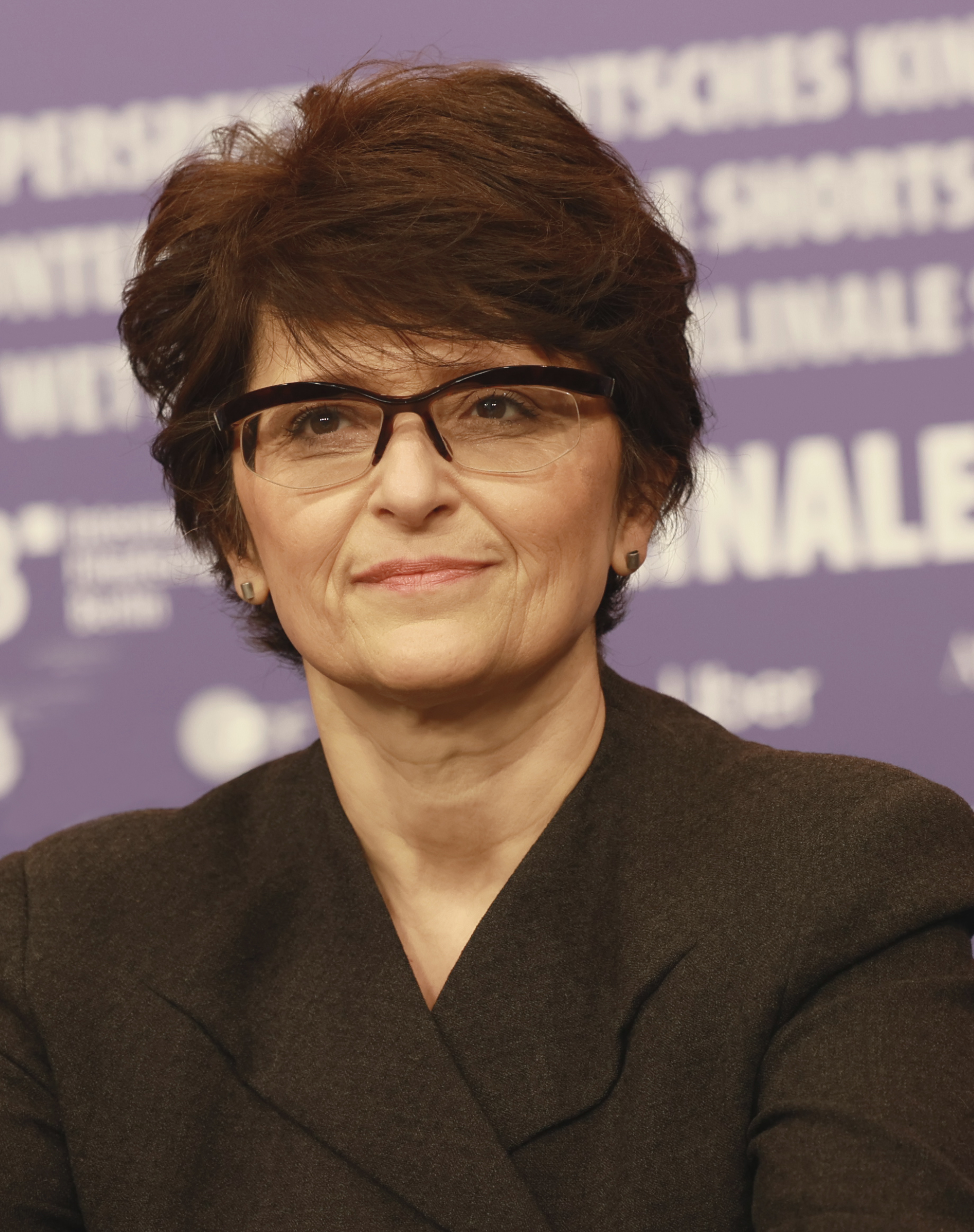
Sepideh Farsi bei der Berlinale 2023

Sepideh Farsi (persisch سپیده فارسی; * 1965 in Teheran) ist eine iranische Filmregisseurin. Ihr Animationsfilm Die Sirene feiert im Rahmen der 73. Berlinale seine Weltpremiere.

## Leben
Sie verließ 1984 den Iran und studierte in Paris Mathematik. Ihr Interesse an visueller Kunst und Fotografie haben sie zur Erstellung von Drehbüchern motiviert. Eins ihrer Hauptmotive bei ihrer Arbeit ist das Thema der Identität. Nach einigen Kurzfilmen drehte sie 1998 ihren ersten Dokumentarfilm The world is my home über die iranische Diaspora. Im Jahr 2000 folgte das Porträt eines indischen Filmemachers, Homi D. Sethna, filmmaker, das beim Festival von Bombay mit dem FIPRESCI-Preis ausgezeichnet wurde, und 2001 Men of Fire über die Feuerwehrleute von Teheran. 2002 drehte sie The journey of Maryam, einen Film zwischen Fiktion und Reportage, der den Weg einer jungen iranischen Frau auf der Suche nach ihrem Vater zeigt.
Farsi war 2009 Jurymitglied für den Leopard for the Best First Feature beim Locarno Film Festival.
2009 drehte sie den Dokumentarfilm Tehran without permission ausschließlich mit einem Mobiltelefon. Der Film ist ein Porträt von Teheran, einer Stadt voller Widersprüche. 2022 entstand den Dokumentarfilm Daughters of Iran aus Zusammenschnitten von Handyvideos aus dem Netz, die die Proteste im Iran dokumentieren, die nach dem gewaltsamen Tod von Mahsa Amini ausgebrochen sind.

## Preise und Auszeichnungen
- 2001: Preis Bourse Pierre et Yolande Perrault vom Cinéma du Réel für den Dokumentarfilm Homi D. Sethna Film-maker[5]
- 2002: FIPRESCI-Preis für Homi D. Sethna Film-maker[6]
- 2011: NETPAC Award im Rahmen des Internationalen Filmfestivals Moskau für Khaneye zire âb (The house under the water)[7]
- 2017: Grand Prix beim Festival International de Cinéma de Marseille für den Dokumentarfilm 7 Veils[8]
- 2023: Preis der Jury für die beste französische Regisseurin beim Champs-Élysées Film Festival für den Animationsfilm La Sirène[9]

## Filmografie (Auswahl)
- 1993: Bâd-e shomal (Water dreams), Kurzfilm
- 1997: Khabe Âb (Nordwind), Kurzfilm
- 1999: Donya khaneye man ast (The world is my home), Dokumentarfilm
- 2000: Homi D. Sethna, filmmaker, Dokumentarfilm
- 2001: Mardan-e Atash (Men of Fire), Dokumentarfilm
- 2002: Safar-e Maryam (The journey of Maryam), Spielfilm
- 2003: Khab-e khak (Dreams of Dust), Spielfilm
- 2006: Negah (The Gaze), Spielfilm
- 2007: Harat, Dokumentarfilm
- 2008: If it were Icarus, Kurzfilm
- 2009: Tehran bedoune mojave (Tehran without permission), Dokumentarfilm
- 2010: Khaneye zire âb (The house under the water)[7]
- 2013: Cloudy Greece
- 2014: Red Rose[10]
- 2017: 7 Veils, Dokumentarfilm
- 2022: Daughters of Iran, Dokumentarfilm
- 2023: Die Sirene (La Sirène), Animationsfilm
- 2025: Put Your Soul on Your Hand and Walk, Gaza-Dokumentation während der israelischen Militärangriffe (Premiere in Cannes)